# Грибы Австралии

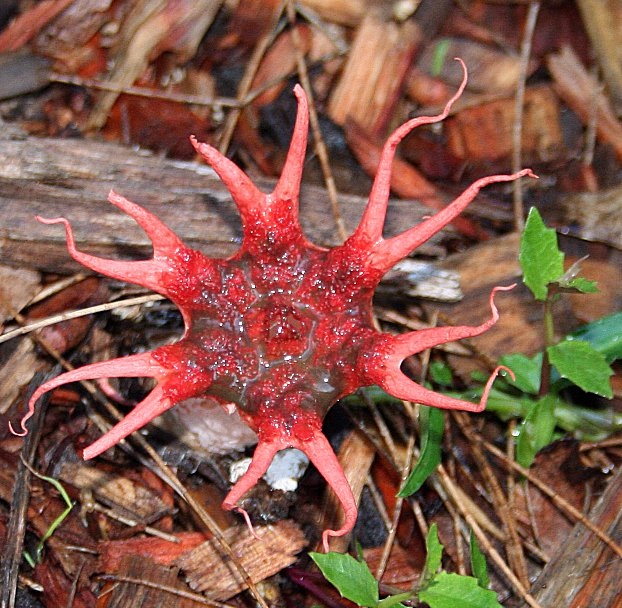
Aseroë rubra — характерный для микофлоры Австралии гриб-гастеромицет, один из первых местных грибов, описанных на континенте

По сравнению с другими континентами, грибное разнообразие Австралии изучено гораздо хуже. Также мало известно об использовании грибов аборигенами, за исключением некоторых видов, например, съедобного трутовика Laccocephalum mylittae. Предположительно, в Австралии произрастают около 250 тысяч видов грибов, включая около пяти тысяч шляпочных грибов, из которых лишь 5 % описаны. Сведения о распространении большинства видов также малы, за исключением некоторых растительных патогенов.

## Занесённые грибы

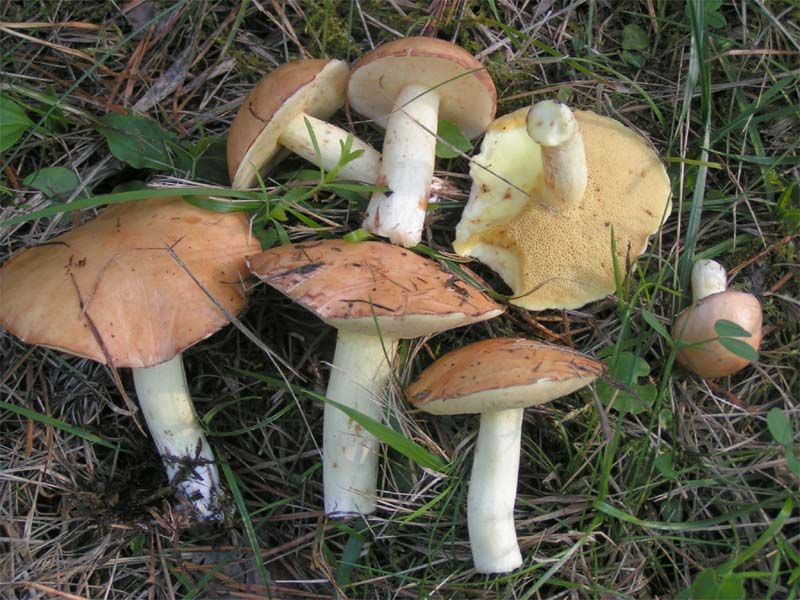
Маслёнок зернистый

За исключением, в частности, возможно самого большого гриба Австралии Phlebopus marginatus, больша́я часть известных видов была завезена вместе с землёй и деревьями. К таким относятся, например, рыжик деликатесный, маслёнок жёлтый, маслёнок зернистый, маслёнок перечный, хлорофиллум свинцово-шлаковый, навозник белый, шампиньон двуспоровый, шампиньон обыкновенный, и шампиньон желтокожий. Бледная поганка встречается под дубом в городах Канберра и Мельбурн, и стала причиной нескольких смертей. Занесённый мухомор красный стал образовывать микоризу с нотофагусом, и, возможно, вытеснять местные виды мухоморов. Трюфель Rhizopogon luteolus занесён в сосновые леса Западной Австралии.
Phytophtora cinnamoni поражает растения, большей частью, из семейств миртовые и протейные.
Некоторые виды, напротив, завозятся из Австралии в Европу. Таков гриб-осьминог Aseroë rubra, известный в 1829 году в оранжерее Королевских ботанических садов Кью.

## Местные грибы

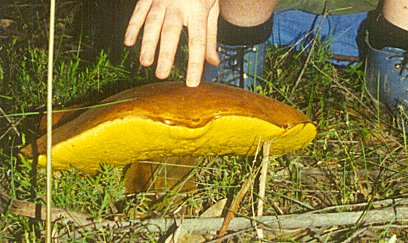
Phlebopus marginatus

Большинство местных австралийских видов грибов не описано, а из описанных видов у большей части нет сведений о съедобности или токсичности и ареале.
К исключениям относятся семейство Гигрофоровые, по которому в 2005 году была издана монография, а также виды рода Мицена из юго-восточной части материка. Изданы две монографии рода Мухомор в восточной части Австралии. В 2001 году написана монография о роде Галерина, в ней описан 21 новый для науки вид этого рода, большинство из них найдено в Новом Южном Уэльсе.

### История изучения
Первые коллекции грибов Австралии были сделаны Джеймсом Друммондом и Людвигом Прайсом и высланы Уильяму Гукеру и Элиасу Фризу.
Джон Клиленд написал монографию грибов, образцы которых находились в гербарии южной Австралии.